# Post
För andra betydelser, se Post (olika betydelser).
Post (franska och kommer från latinets positus, ställd) är organiserade försändelser av brev och paket över hela världen. Allting som skickas kallas post. En postoperatör kan vara antingen privat eller offentlig, men de flesta länder har restriktioner för privata postoperatörer. Sedan mitten på 1800-talet har nationella postoperatörer i stort sett haft monopol på marknaden. I Sverige är Postnord den dominerande postoperatören och är också det enda företag som erbjuder posttjänster över hela landet.
Idag är det vanligaste betalningsmedlet för brevförsändelser frimärken, eller frankostämpel vilket fungerar som kvitto på att betalning för vidarebefordrandet av försändelsen gjorts.
Postväsendet har i olika länder ofta ytterligare funktioner förutom att ansvara för försändelser av brev och paket. I vissa länder ansvarar postväsendet även för telefonsystemen (förr också telegrafsystemen) och i andra länder har postväsendet bankkonton och hanterar ansökningar om pass och ID-kort. För att säkerställa internationell postutväxling bildades världspostunionen, UPU. Den grundades 1874, omfattar 192 medlemsländer och fastställer reglerna för internationella brevutbyten.

## Historik
Den första trovärdiga förekomsten av ett postsystem kommer från Persien (dagens Iran), men vilka som låg bakom uppfinnandet är osäkert. Det bäst dokumenterade påståendet kommer från Xenofon, som tillerkänner den persiska kungen Kyros II (550 före Kristus) äran att ha uppfunnit postväsendet, medan andra skribenter ger äran åt Kyros föregångare Dareios I (521 före Kristus). Herodotos skriver om Dareios postväsen:
"Det finns ingenting annat här på jorden som rör sig snabbare än dessa budbärare, som är en persisk uppfinning. Det berättas att de med bestämda mellanrum finns lika många hästar och män stationerade som det är dagsresor på hela sträckan, det vill säga en häst och en man per dagsresa. Ingenting kan hejda dessa ridande budbärare; de tillryggalägger sina dagsetapper utan hänsyn till snö eller regn, hetta eller nattmörker."
Andra källor hävdar att postsystem förekom mycket tidigare, i Assyrien. Dessa ger äran åt Hammurabi (1700 före Kristus) och Sargon II (722 före Kristus)
Den första dokumenterade postservicen i Europa skedde i Romarriket under kejsar Augustus (62 f Kr – 14 e Kr), och var kanske den första egentliga postverksamheten. Verksamheten kallades cursus publicus. Transporterna skedde med snabba hästar eller långsammare tvåhjuliga kärror dragna med oxar. Verksamheten var först förbehållen den romerska staten (SPQR), med utvecklades senare till att även betjäna medborgarna.
Furstefamiljen Thurn und Taxis lade grunden till sin maktställning när man skapade det moderna postväsendet i Europa genom ett kurirsystem, inom den habsburgska maktsfären, med anor tillbaka till 1200-talet och med monopol på stora delar av kontinentens postala verksamhet.

### Luftpost
Under 1800-talet blev så kallade pneumatiska rörpostsystem för intern post mycket populära. Från att man bara hade delat ut paket och brev internt i större byggnader, blev så småningom hela städer hopkopplade via rörpost. I New York, Boston, Philadelphia, Chicago och Saint Louis var städernas huvudpostkontor förbundna med ett nät av filialer. I varje stad låg nästan 200 km rörledningar, i vilka paket och brev susade i väg i 50 km/h. Först 1983 lades världens sista offentliga rörpostsystem ner i Paris efter att ha varit i bruk i över 100 år.
I Stockholm fanns en rörpostförbindelse från Stockholms telegrafstation vid Slottsbacken till Telegrafverkets kontor på Birger Jarlsgatan.

## Postväsendet i Sverige

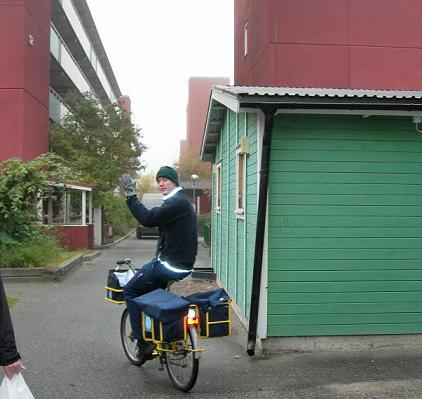
En brevbärare på cykel.

### Historia
Postverket i Sverige daterar sin begynnelse till den 20 februari 1636, då drottning Kristinas förmyndarregering, på Axel Oxenstiernas tillskyndan, utfärdade förordningarna Om Post-Bådhen, Beställning för Postmästaren Anders Wechell samt Beställning för Oluff Jönsson att resa omkring landet och förordna Posterne.

### Dagens postväsende

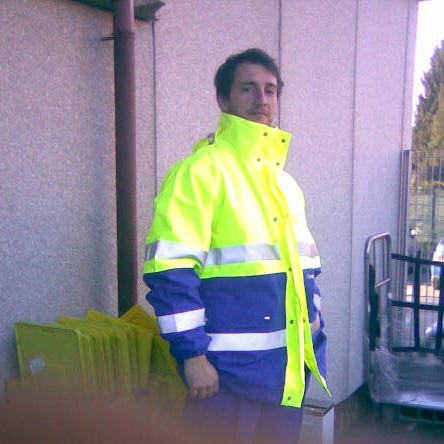
Italiensk brevbärare med karakteristisk uniform.

Postväsendet i Sverige regleras i Postlagen (SFS 1993:1684). För att få tillstånd att bedriva postverksamhet i Sverige krävs tillstånd av en ansvarig tillståndsmyndighet. I Sverige är det Post- och telestyrelsen (PTS) som är ansvarig tillståndsmyndighet. PTS har även utfärdat allmänna råd om utdelning av post som finns på myndighetens webbplats. Den svenska postmarknaden är konkurrensutsatt sedan 1993, då brevmonopolet slopades. Postlagen föreskriver lika villkor för postoperatörerna med ett viktigt undantag: Postnord måste som enda operatör erbjuda rikstäckande service med befordran av A-post dagen efter den postats. Företaget har dock ännu i stort sett monopol på utdelning av vanlig post. Det enda affärsområde inom traditionella posttjänster som är kraftigt konkurrensutsatt är förmedling av paket, speciellt paket som skickas av företag.  Redan 1991, två år före avregleringen, grundade dock Bror Anders Månsson företaget Citymail som ett privat alternativ för utdelning av vanlig post. Företaget, som idag ägs av Posten Norge, arbetar nu enbart med utdelning av industriell post i storstadsområdena.

### Postnord
Postnord är ett svenskt och danskt postbolag som ägs av danska staten och svenska staten.